# Mamadysj
Mamadysj (ryska: Мамадыш) är en stad i delrepubliken Tatarstan i Ryssland. Den ligger vid floden Vjatka, cirka 143 kilometer öster om Kazan. Staden hade 15 726 invånare vid folkräkningen år 2021.